# Dzanga-Sanghareservaat
Het Dzanga-Sanghareservaat is een beschermd natuurgebied in het Kongobekken in het uiterste zuidwesten van de Centraal-Afrikaanse Republiek. Het heeft een oppervlakte van 3359 km². Het reservaat maakt deel uit van de ecoregio Noordwestelijke Congolese laaglandbossen.
Ten noordoosten en ten zuiden van het reservaat bevinden zich respectievelijk de Dzanga-sector en de Ndoki-sector, die gezamenlijk het nationaal park Dzanga-Ndoki vormen. Samen vormen het reservaat en park het Dzanga-Sangha Complex of Protected Areas (DSPAC).  Dit gebied staat bekend om de relatief hoge dichtheid van bosolifanten en westelijke laaglandgorilla's.
In het reservaat is de jacht toegestaan als middel voor levensonderhoud voor de lokale bevolking. Alle andere vormen van exploitatie zijn verboden, met uitzondering van ecotoerisme en wetenschappelijk onderzoek.

## Geografie en klimaat

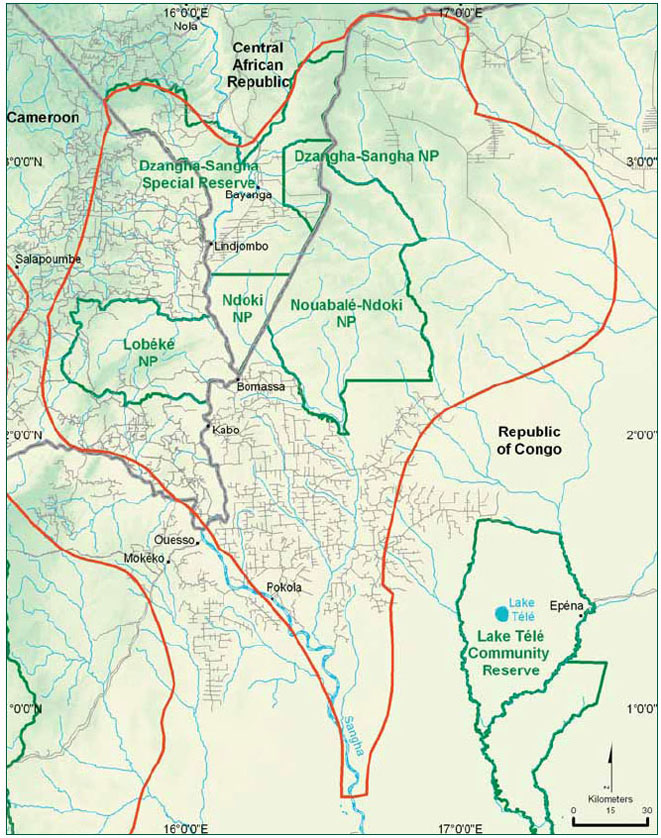
Sangha Trinational

Dzanga-Sangha ligt in de prefectuur Sangha-Mbaéré, in het uiterste zuiden van de Centraal-Afrikaanse Republiek. Het ligt ingesloten tussen Kameroen in het westen en Congo-Brazzaville in het oosten. Dzanga-Sangha dankt zijn naam aan twee rivieren. De Sangha, een zijrivier van de Kongo, is de grootste rivier in de regio. De Dzanga is een kleine stroom die onder andere Dzanga Bai in de Dzanga-sector doorkruist.
Het reservaat ligt in het noorden van de Sangha Trinational, een uitgestrekt bosgebied dat in 2012 op de werelderfgoedlijst werd geplaatst. Hiertoe behoren ook het nationaal park Lobéké in Kameroen en het nationaal park Nouabalé-Ndoki in Congo-Brazzaville, die aan het reservaat en Dzanga-Ndoki grenzen. Het tropisch regenwoud in deze reservaten is het op een na grootste ter wereld.
De gemiddelde temperatuur ligt tussen de 24 en 29 °C. De gemiddelde jaarlijkse neerslag bedraagt ongeveer 1500 millimeter. Het lange regenseizoen is in oktober tot november en het korte regenseizoen tussen mei en juni.

## Fauna

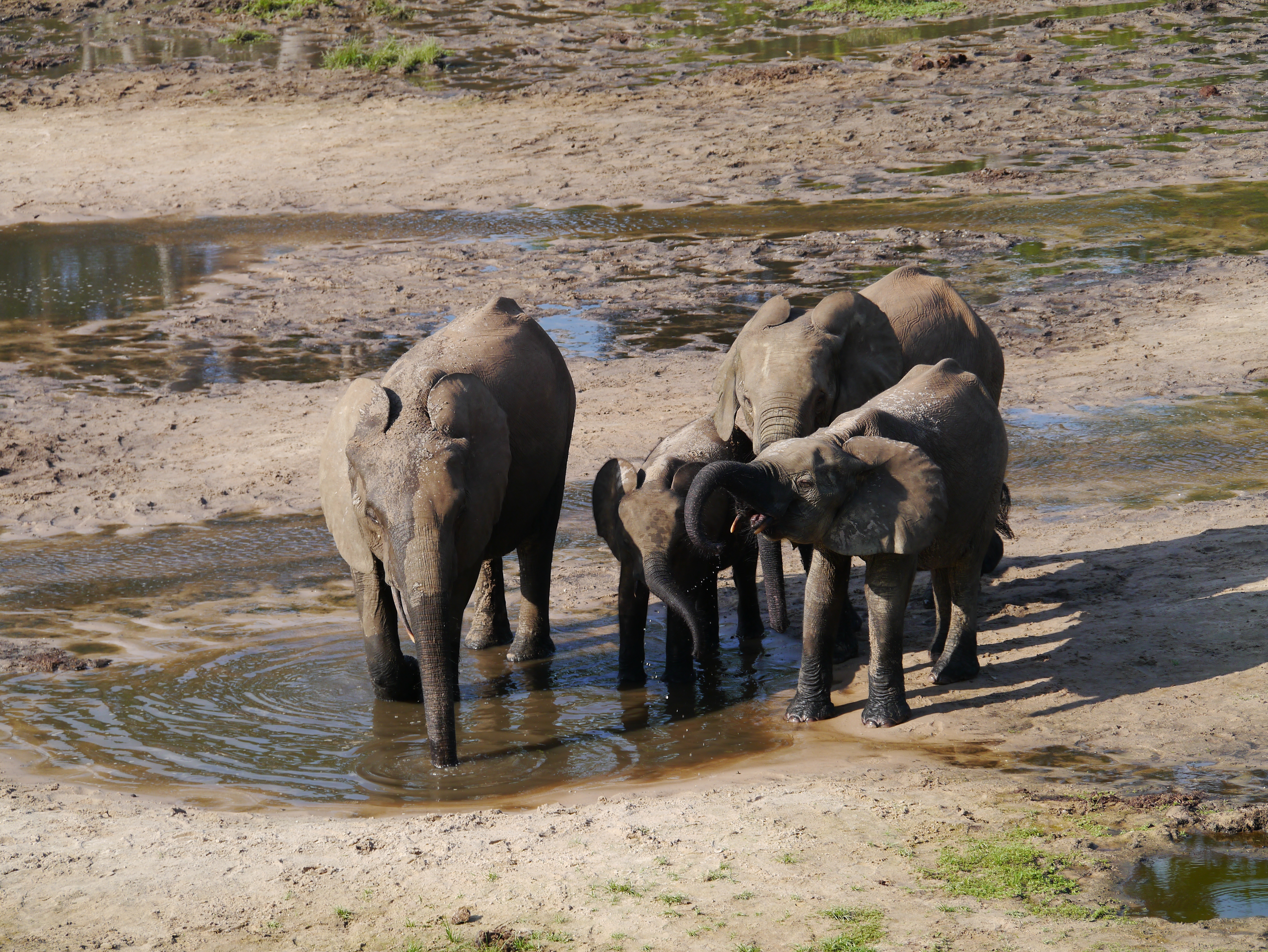
Bosolifanten in het reservaat

Het Dzanga-Sanghareservaat heeft een hoge biodiversiteit en huisvest een variëteit aan megafauna, zoals westelijke laaglandgorilla's, chimpansees, bosolifanten, bongo's en bosbuffels.
Onderstaand is een lijst van zoogdieren die in het reservaat zijn geïdentificeerd. Insecteneters, knaagdieren en vleermuizen zijn niet in de lijst opgenomen.
| Slurfdieren - Bosolifant (Loxodonta cyclotis) Evenhoevigen - Nijlpaard (Hippopotamus amphibius) - Penseelzwijn (Potamochoerus porcus) - Reuzenboszwijn (Hylochoerus meinertzhageni) - Waterdwerghert (Hyemoschus aquaticus) - Bosbuffel (Syncerus caffer nanus) - Bosbok (Tragelaphus scriptus) - Bongo (Boocercus euryceros) - Sitatoenga (Tragelaphus spekei) - Blauwe duiker (Cephalophus monticola) - Zwartvoorhoofdduiker (Cephalophus nigrifrons) - Witbuikduiker (Cephalophus leucogaster) - Peters duiker (Cephalophus callipygus) - Geelrugduiker (Cephalophus silvicultor) - Zwartrugduiker (Cephalophus dorsalis) - Bates' dwergantilope (Neotragus batesi) Aardvarkens - Aardvarken (Orycteropus afer) Klipdasachtigen - Westelijke boomklipdas (Dendrohyrax dorsalis) | Roofdieren - Luipaard (Panthera pardus) - Afrikaanse goudkat (Profelis aurata) - Pardelroller (Nandinia binotata) - Afrikaanse civetkat (Civettictis civetta) - Reuzengenet (Genetta victoriae) - Genetta servalina - Tijgergenet (Genetta tigrina) - Bdeogale nigripes - Moerasmangoeste (Atilax paludinosus) - Langsnuitmangoeste (Herpestes nasoi) - Vlekhalsotter (Hydrictis maculicollis) - Aonyx capensis congicus; ondersoort Kaapse otter - Honingdas (Mellivora capensis) Schubdierachtigen - Langstaartschubdier (Manis tetradactyla) - Afrikaans boomschubdier (Manis tricuspis) - Reuzenschubdier (Manis gigantea) Springspitsmuizen - Viertenige olifantspitsmuis (Petrodromus tetradactylus ) | Primaten - Chimpansee (Pan troglodytes) - Westelijke laaglandgorilla (Gorilla gorilla gorilla) - Colobus foai oustaleti - Oostelijke franjeaap (Colobus guereza) - Groene baviaan (Papio anubis) - Olijfmangabey (Cercocebus agilis) - Mantelmangabey (Lophocebus albigena) - Brazzameerkat (Cercopithecus neglectus) - Kroonmeerkat (Cercopithecus pogonias) - Grote witneusmeerkat (Cercopithecus nictitans) - Knevelmeerkat (Cercopithecus cephus) - Moerasmeerkat (Allenopithecus nigroviridis) - Potto (Perodicticus potto) - Zuidelijke kielnagelgalago (Euoticus elegantulus) - Sciurocheirus alleni - Senegalgalago (Galago senegalensis) - Dwerggalago (Galagoides demidovii) |

## Lokale bevolking

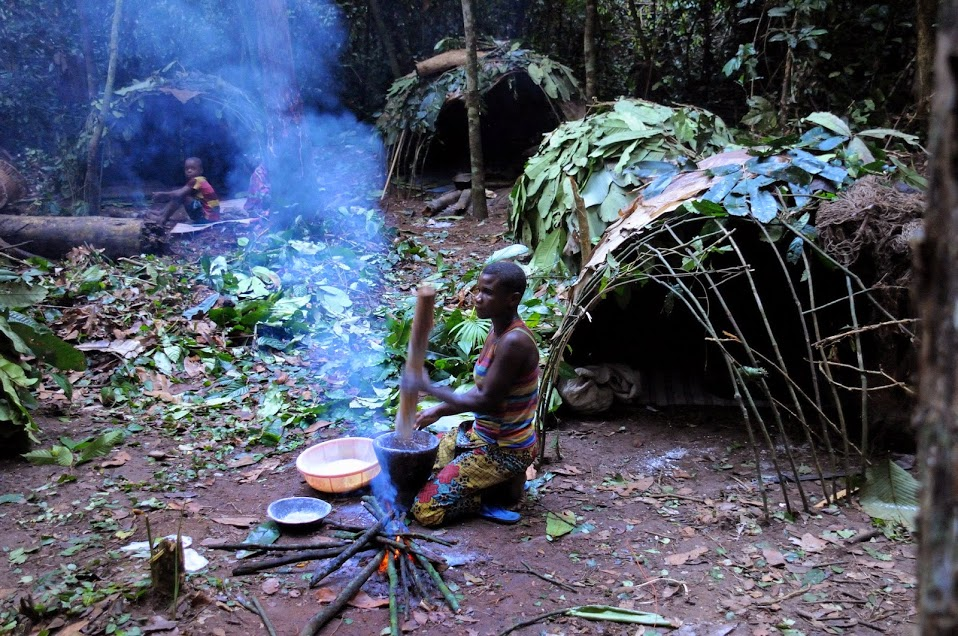
Een Aka-dorp in het reservaat

In 1999 werd geschat dat ongeveer 4500 mensen in het reservaat leven. Zij leven van de landbouw en wilde vruchten en planten. Twee- tot drieduizend personen behoren tot de Baka, een Pygmeeën-stam. Ook de Aka zijn Pygmeeën die op het reservaat wonen. Beide volken leven in kleine dorpen met hutten gemaakt van modder of hout.